# Falcatelodes anava
Falcatelodes anava is een vlinder uit de familie van de Apatelodidae. De wetenschappelijke naam van de soort is voor het eerst geldig gepubliceerd in 1890 door Herbert Druce.